# Magritte de la meilleure actrice dans un second rôle
Le Magritte de la meilleure actrice dans un second rôle est une récompense décernée depuis 2011 par l'Académie André Delvaux en Belgique, laquelle décerne également tous les autres Magritte du cinéma.

## Palmarès

### Années 2010
| Année | Actrice             | Film                      |
| ----- | ------------------- | ------------------------- |
| 2011  | Christelle Cornil   | Illégal                   |
| 2011  | Claire Bodson       | Élève libre               |
| 2011  | Yolande Moreau      | Gainsbourg, vie héroïque  |
| 2011  | Sandrine Blancke    | Sœur Sourire              |
| 2012  | Gwen Berrou         | Les Géants                |
| 2012  | Virginie Efira      | Kill Me Please            |
| 2012  | Marie Kremer        | Légitime Défense          |
| 2012  | Tania Garbarski     | Quartier lointain         |
| 2013  | Yolande Moreau      | Camille redouble          |
| 2013  | Natacha Régnier     | 38 témoins                |
| 2013  | Stéphane Bissot     | À perdre la raison        |
| 2013  | Catherine Salée     | Mobile Home               |
| 2014  | Catherine Salée     | La Vie d'Adèle            |
| 2014  | Dominique Baeyens   | Au nom du fils            |
| 2014  | Nicole Shirer       | BXL/USA                   |
| 2014  | Christelle Cornil   | Landes                    |
| 2015  | Lubna Azabal        | La Marche                 |
| 2015  | Christelle Cornil   | Deux jours, une nuit      |
| 2015  | Catherine Salée     | Deux jours, une nuit      |
| 2015  | Anne Coesens        | Pas son genre             |
| 2016  | Anne Coesens        | Tous les chats sont gris  |
| 2016  | Helena Noguerra     | Alleluia                  |
| 2016  | Yolande Moreau      | Le Tout Nouveau Testament |
| 2016  | Babetida Sadjo      | Waste Land                |
| 2017  | Catherine Salée     | Keeper                    |
| 2017  | Virginie Efira      | Elle                      |
| 2017  | Anne Coesens        | La Taularde               |
| 2017  | Julienne Goeffers   | Parasol                   |
| 2018  | Aurora Marion       | Noces                     |
| 2018  | Lucie Debay         | La Confession             |
| 2018  | Isabelle de Hertogh | La Fille de Brest         |
| 2018  | Yolande Moreau      | Une vie                   |
| 2019  | Lucie Debay         | Nos batailles             |
| 2019  | Tania Garbarski     | Bye Bye Germany           |
| 2019  | Salomé Richard      | La Part sauvage           |
| 2019  | Erika Sainte        | Une part d'ombre          |

### Années 2020
| Année | Actrice              | Film                                        |
| ----- | -------------------- | ------------------------------------------- |
| 2020  | Myriem Akheddiou     | Le Jeune Ahmed                              |
| 2020  | Yolande Moreau       | Cleo                                        |
| 2020  | Stéphanie Crayencour | Emma Peeters                                |
| 2020  | Claire Bodson        | Le Jeune Ahmed                              |
| 2022  | Laura Verlinden      | Un monde                                    |
| 2022  | Claire Bodson        | Fils de plouc                               |
| 2022  | Émilie Dequenne      | Les Choses qu'on dit, les Choses qu'on fait |
| 2022  | Myriem Akheddiou     | Titane                                      |
| 2023  | Émilie Dequenne      | Close                                       |
| 2023  | Veerle Baetens       | À l'ombre des filles                        |
| 2023  | Anne Coesens         | À la folie                                  |
| 2023  | Mara Taquin          | Rien à foutre                               |

## Nominations et récompenses multiples
Deux récompenses et deux nominations :
- Catherine Salée : récompensée en 2014 pour La Vie d'Adèle et en 2017 pour Keeper, et nommée en 2013 pour Mobile Home et en 2015 pour Deux jours, une nuit.

Une récompense et quatre nominations :
- Yolande Moreau : récompensée en 2013 pour Camille redouble, et nommée en 2011 pour Gainsbourg, vie héroïque, en 2016 pour Le Tout Nouveau Testament, en 2018 pour Une vie et en 2020 pour Cleo.

Une récompense et trois nominations :
- Anne Coesens : récompensée en 2016 pour Tous les chats sont gris, et nommée en 2015 pour Pas son genre, en 2017 pour La Taularde et en 2023 pour À la folie.

Une récompense et deux nominations :
- Christelle Cornil : récompensée en 2011 pour Illégal, et nommée en 2014 pour Landes et en 2015 pour Deux jours, une nuit.

Une récompense et une nomination :
- Lucie Debay : récompensée en 2019 pour Nos batailles, et nommée en 2018 pour La Confession.
- Myriem Akheddiou : récompensée en 2020 pour Le Jeune Ahmed, et nommée en 2022 pour Titane.
- Émilie Dequenne : récompensée en 2023 pour Close, et nommée en 2022 pour Les Choses qu'on dit, les Choses qu'on fait.

Trois nominations :
- Claire Bodson : nommée en 2011 pour Élève libre, en 2020 pour Le Jeune Ahmed et en 2022 pour Fils de plouc.

Deux nominations :
- Virginie Efira : nommée en 2012 pour Kill Me Please et en 2017 pour Elle.
- Tania Garbarski : nommée en 2012 pour Quartier lointain et en 2019 pour Bye Bye Germany.